# Cosmic Mind
Cosmic Mind (englisch kosmischer Verstand) ist ein Album des belgischen Ambient- und Drone-Doom-Projekts Arcane Voidsplitter.

## Geschichte
Die Entstehung von Cosmic Mind schloss an die Veröffentlichung des Albums Voice of the Stars im Jahr 2019 an. Da Arcane Voidsplitter als Soloprojekt von Stijn van Cauter geführt wurde und er die Musik in seinem Heimstudio Templa Libitina autark komponierte und einspielte, sind exakte Schreib- und Aufnahmezeiträume nicht publik. Techniker und Produzenten blieben ausgeschlossen. Allerdings kooperierte van Cauter zur Veröffentlichung mit dem russischen Label GS Productions, auf dem Cosmic Mind erschien.

## Albuminformationen
Cosmic Mind ist das dritte Studioalbum des Projektes. Das 2020 erstmals veröffentlichte Album enthält nur das Stück A Gift of Mind mit einer Spieldauer von 1:10:10 Stunden. Die Gestaltung übernahm van Cauter selbst.

### Konzept
Voice of the Stars folgt dem konzeptionellen Kontext des Projektes Arcane Voidsplitter. In diesem Konzept ist der Arcane Voidsplitter, als „geheimnisvoller Spalter der Leere“, ein künstliches Objekt mit unklarer Funktion, das sich durch die Unendlichkeit des Weltalls bewegt. Ungewiss ob Waffe oder Schiff gestaltet die Musik im Zuge einer sinfonischen Dichtung Eindrücke der Reise des Objektes. In den Tiefen des Weltraums trifft es auf einen Geist, der innerhalb des Gewebes des Raums existiert und jedes Bewusstsein in sich aufnehmend wächst. Cosmic Mind ist die sinfonische Dichtung der „mentalen Evolution, Transzendenz und Expansion.“
So gestaltete van Cauter „einen hypnotischen kosmischen Essay zum Thema des kosmischen Geistes“. Womit er Betrachtungen zum Dualismus aus Schöpfung und Zerstörung anrege.

### Stil
Die Musik auf Cosmic Mind wird von GS Productions als „kosmischer Ambient und dröhnender Doom“ beworben und von van Cauter als Massive Cosmic Funeral Drone/Doom mit Chören sowie als Crossover von Funeral Doom, Ambient und Drone Doom beschrieben. Das „rein instrumentale Atmospheric.Drone-Doom-Album“ nutzt Keyboard- und Synthesizer-Klangflächen als positive Elemente und setzt dem ein schweres, langsames und in die Länge gedehntes Spiel aus Sustain und Bordun der Gitarrenanschläge als düsteres Element gegenüber.

## Titelliste
1. A Gift of Mind: 70:10

## Wahrnehmung
Entgegen dem vorherigen Album blieb die Resonanz auf Cosmic Mind weitestgehend aus. Das Album erweise sich als Veröffentlichung, die dem Vermögen und der Routine von van Cauter entspreche. Immerhin habe der Musiker im atmosphärischen Spektrum des Doom Metal eine Menge zu bieten.